# Авасима Тикагэ
Тикагэ Авасима (яп. 淡島 千景 Авасима Тикагэ, 24 февраля 1924, Токио – 16 февраля 2012, там же) — японская киноактриса.

## Биография
Дебютировала в кино в 1950 году. За шесть десятилетий работы снялась более чем в 90 фильмах, включая телевизионные. Наибольшую известность ей принесли роли 1950-х годов в картинах Ясудзиро Одзу и других крупных режиссёров. Лауреат премий «Голубая лента» (1950, 1955) и других национальных наград.
Она умерла 16 февраля 2012 года в возрасте 87 лет от рака.

## Избранная фильмография
- 1951: Раннее лето (Пора созревания пшеницы) (реж. Ясудзиро Одзу)
- 1952: Волны (реж. Нобору Накамура)
- 1952: Вкус риса с зелёным чаем (реж. Ясудзиро Одзу)
- 1952: Чистая любовь Кармен (реж. Кэйсукэ Киносита)
- 1953: Твоё имя (реж. Хидэо Ооба)
- 1953: Мутный поток (реж. Тадаси Имаи)
- 1953: Твоё имя. Часть II (реж. Хидэо Ооба)
- 1954: Твоё имя. Часть III (реж. Хидэо Ооба)
- 1955: Брачные отношения (реж. Сиро Тоёда)
- 1955: Повесть о храме Сюдзэндзи (реж. Нобору Накамура)
- 1956: Ранняя весна (реж. Ясудзиро Одзу)
- 1956: Сидзуки и Ёсицунэ (реж. Кодзи Сима)
- 1957: Танцовщица (реж. Хироси Симидзу)
- 1957: Жёлтая ворона (реж. Хэйноскэ Госё)
- 1958: Летние облака (реж. Микио Нарусэ)
- 1958: 47 верных ронинов (реж. Кунио Ватанабэ)
- 1959: Удел человеческий (Части I и II) (реж. Масаки Кобаяси)
- 1962: Как жена, как женщина (реж. Микио Нарусэ)
- 1964: Камень на обочине (реж. Миёдзи Иэки)
- 1983: Дети Нагасаки (реж. Кэйсукэ Киносита)
- 1994: Друзья (реж. Синдзи Сомай)
- 2005: Пока не вернётся свет (реж. Такаси Минамото)
- 2010: Путешествие Таби (реж. Масахиро Кобаяси)